# Битца (Московская область)
Битца — посёлок в Ленинском городском округе Московской области России.

## География
Посёлок Битца находится у 32-го километра МКАД примерно в 5 км к северо-западу от центра города Видное. Около посёлка расположена платформа Битца Курского направления МЖД. Ближайшие сельские населённые пункты — деревня Вырубово и посёлок Дубровский.
Улицы: Пушкина, Тургенева, Льва Толстого, Окрайная, Казарма 26 км, Нагорная.

## Происхождение названия
Посёлок получил название по платформе Битца, платформа — от деревни Битца (Старые Битцы), а та в свою очередь — от реки Битца, протекающей рядом.

## История
Застройка на территории посёлка значится на картах с 1941 года. Название посёлка — на картах с 1967 года.
До 2006 года посёлок входил в Булатниковский сельский округ Ленинского района, а с 2006 до 2019 года в рамках организации местного самоуправления включался в Булатниковское сельское поселение Ленинского муниципального района.
С 2019 года входит в Ленинский городской округ.

## Население
| 2002 | 2006 | 2010 |
| ---- | ---- | ---- |
| 80   | ↗84  | ↗101 |

Согласно Всероссийской переписи, в 2002 году в посёлке проживало 80 человек (34 мужчины и 46 женщин). По данным на 2005 год в посёлке проживало 84 человека.

## Достопримечательности
- Памятник ветеранам Великой Отечественной войны.
- Храм великомученицы Марины Антиохийской.